# Disznószarvasok
A disznószarvasok (Hyelaphus) az emlősök (Mammalia) osztályának párosujjú patások (Artiodactyla) rendjébe, ezen belül a szarvasfélék (Cervidae) családjába és a szarvasformák (Cervinae) alcsaládjába tartozó nem.

## Tudnivalók
Ezek a szarvasok Dél- és Délkelet-Ázsiában, valamint néhány szigeten fordulnak elő. Mindegyikük fenyegetett fajnak számít. Habár a Hyelaphus taxont, korábban az Axis nevű szarvasnem alnemének tekintették, az újabb genetikai kutatások azt mutatták, hogy e taxon fajai nem a pettyes szarvassal (Axis axis), hanem inkább a számbárszarvasokkal (Rusa) állnak közelebbi rokonságban. Emiatt a Hyelaphus alnemet felemelték nemi szintre; a pettyes szarvas pedig monotipikus taxonná vált az Axis nemen belül.

## Rendszerezés
A nembe az alábbi 4 faj tartozik:
- indokínai disznószarvas (Hyelaphus annamiticus) (Heude, 1888) - korábban a disznószarvas egyik alfajának vélték[3]
- Calamian-szarvas (Hyelaphus calamianensis) (Heude, 1888)
- Kuhl-szarvas (Hyelaphus kuhlii) (Müller, 1840)
- disznószarvas (Hyelaphus porcinus) (Zimmermann, 1780)

## Képek

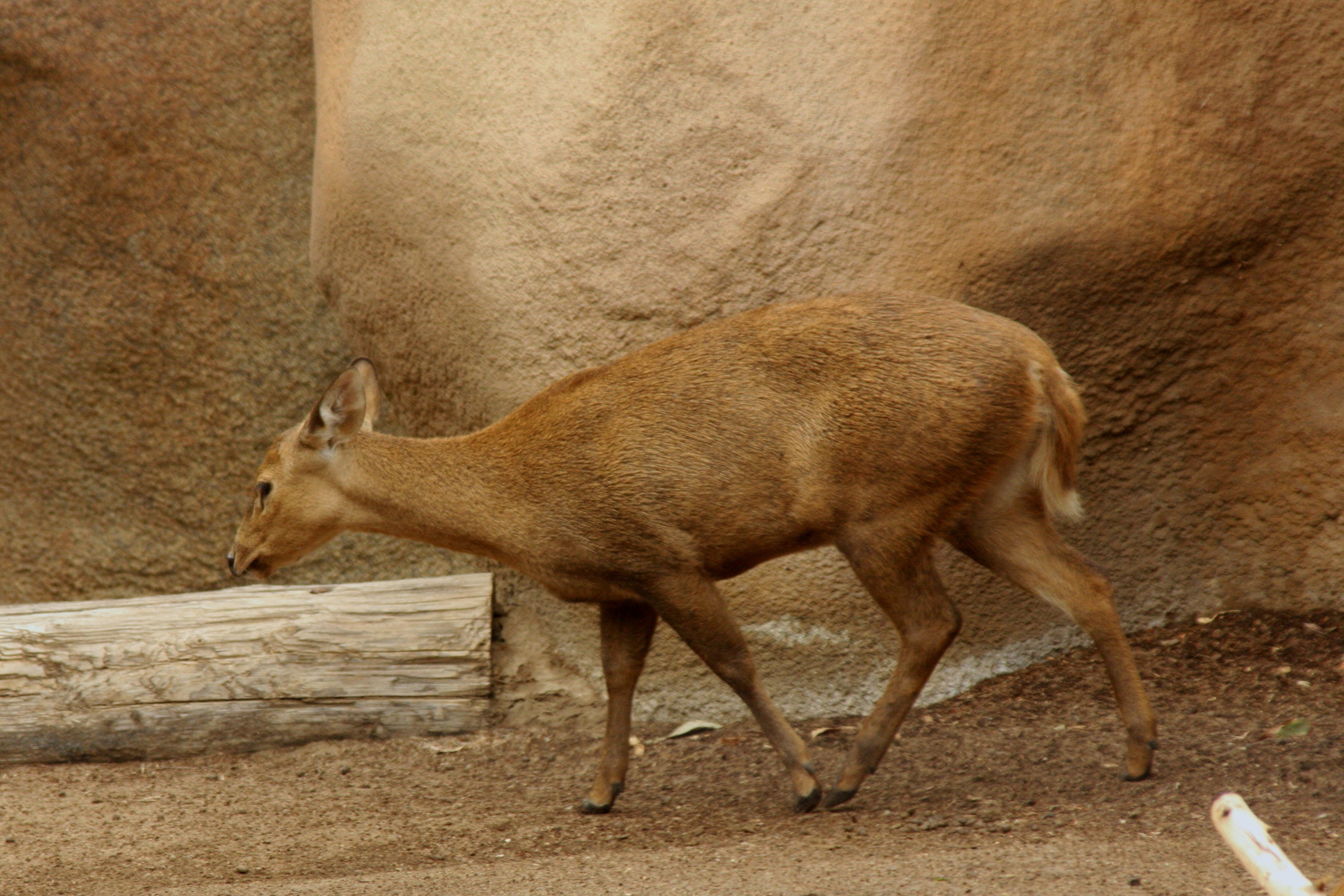
Calamian-szarvas (Hyelaphus calamianensis)
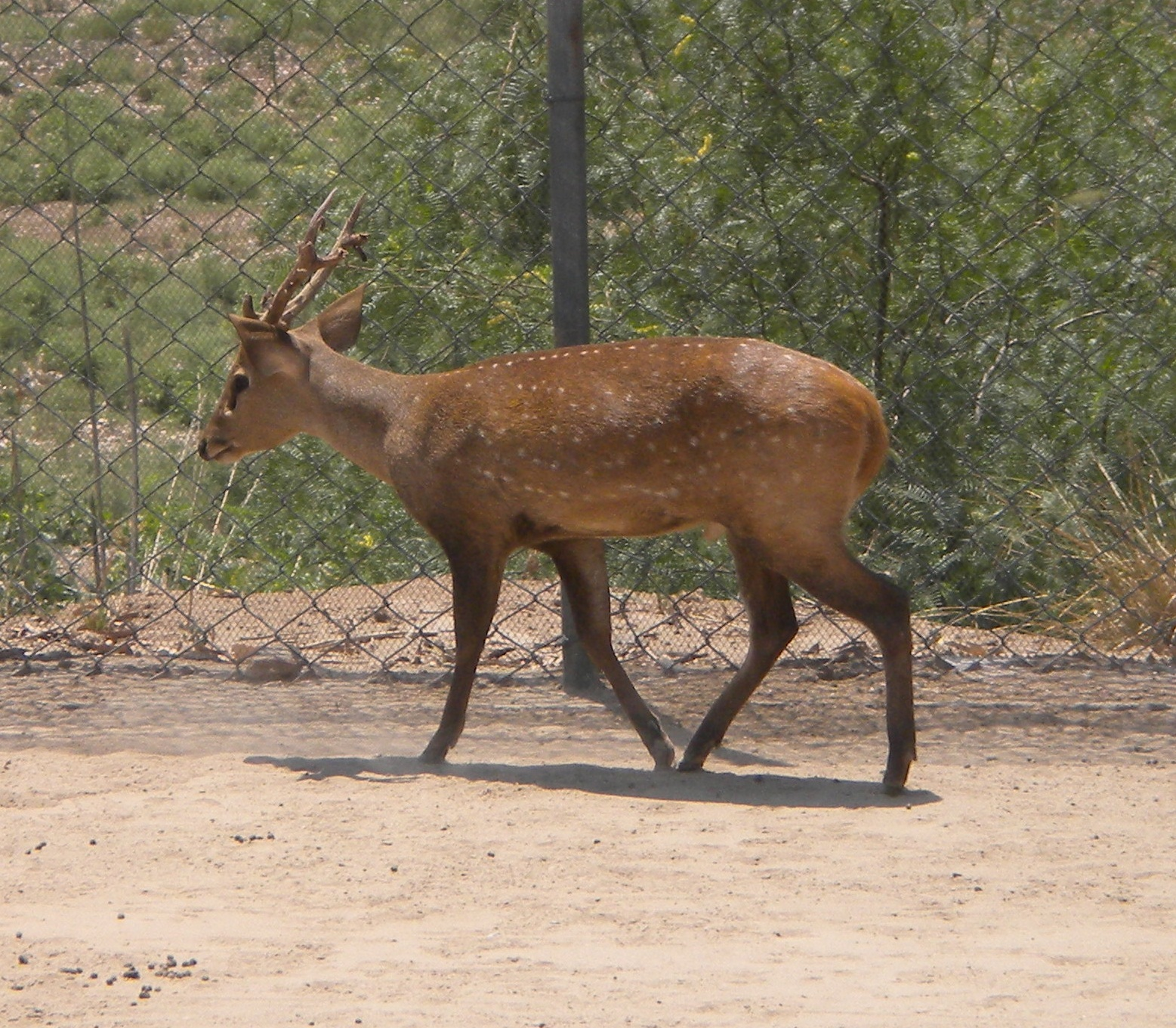
Disznószarvas (Hyelaphus porcinus)

### Fordítás
- Ez a szócikk részben vagy egészben  a   Hyelaphus című angol Wikipédia-szócikk ezen változatának fordításán alapul.  Az eredeti cikk szerkesztőit annak laptörténete sorolja fel. Ez a jelzés csupán a megfogalmazás eredetét és a szerzői jogokat jelzi, nem szolgál a cikkben szereplő információk forrásmegjelöléseként.